# Manuel de Sarratea

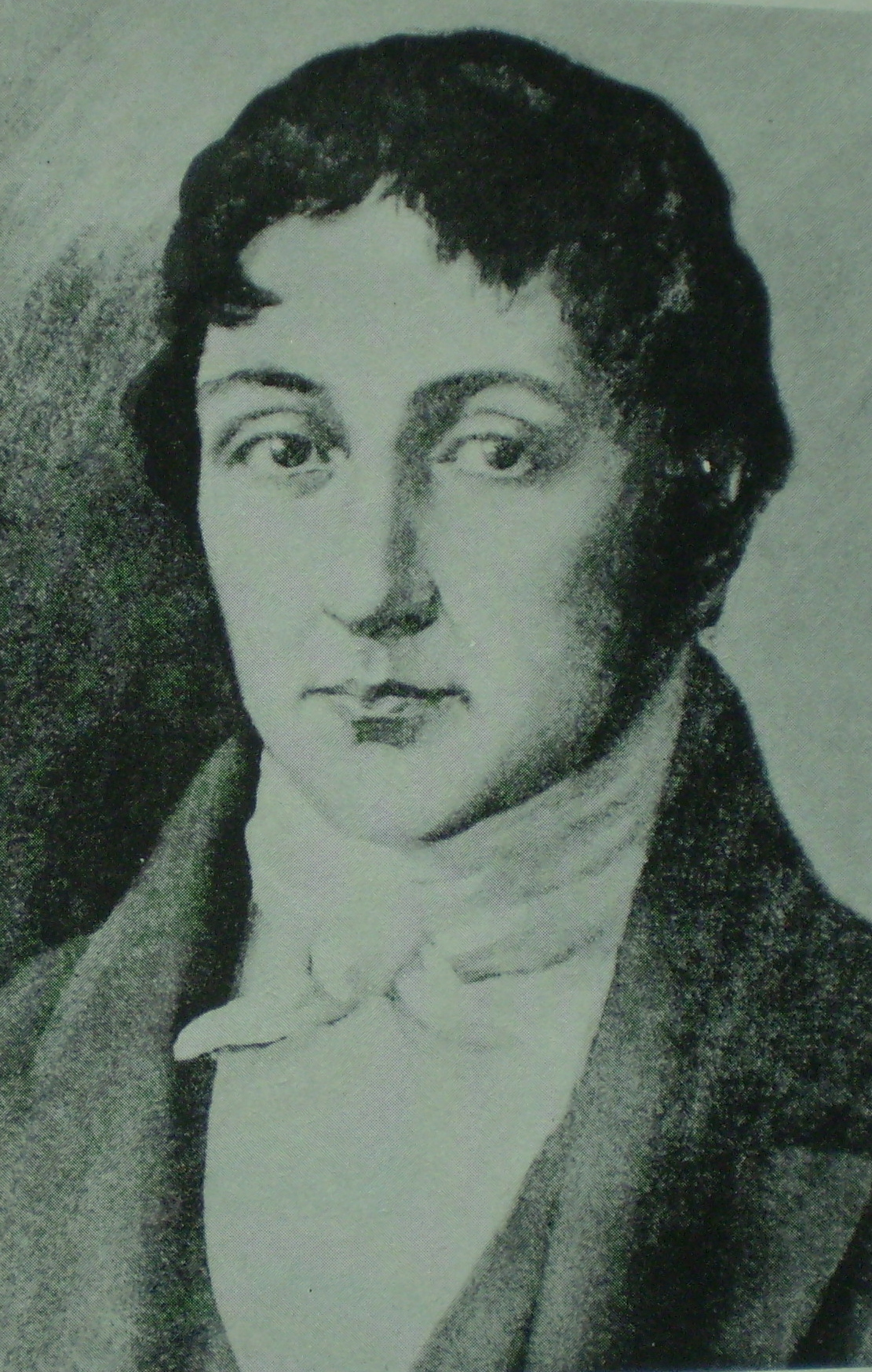
Manuel de Sarratea

Manuel de Sarratea Altoguirre (* 11. August 1774 in Buenos Aires; † 21. September 1849 in Limoges) war ein argentinischer Diplomat und Politiker. Von Februar bis Mai 1820 war er mit kurzer Unterbrechung Gouverneur von Buenos Aires und damit de facto Staatsoberhaupt der Vereinigten Provinzen des Río de la Plata.
Manuel de Sarratea Altoguirres Vorfahren stammen aus dem Baskenland. Er wurde in Buenos Aires geboren, absolvierte jedoch eine Ausbildung in Madrid und kehrte danach in sein Heimatland zurück, um dort als Diplomat zu arbeiten. Nach seiner Teilnahme an der Mai-Revolution von 1810 wurde er auf Empfehlung von Manuel Belgrano zum Botschafter in Rio de Janeiro ernannt. Vom 23. September 1811 bis 8. Oktober 1812 gehörte er dem Ersten Triumvirat der Vereinigten Provinzen des Río de la Plata an, das bis Mitte der 1830er Jahre das Gebiet des heutigen Argentinien, Uruguay und Tarija umfasste.
Nachdem er 1814 in diplomatischer Mission in Spanien gescheitert war, ging er 1816 zurück nach Buenos Aires und arbeitete für einige Zeit als Minister für auswärtige Angelegenheiten, bis er sich aus gesundheitlichen Gründen zurückzog und wegen seiner Kontakte mit der politischen Opposition ins Exil nach Montevideo geschickt wurde.
Im Jahr 1820 kehrte er als Abgesandter der föderalistischen Armee nach Buenos Aires zurück und war dort vom 18. Februar bis 6. März und noch einmal vom 11. März bis 2. Mai als Provinzgouverneur eingesetzt. Als solcher besaß er die Befugnis, den Río de la Plata außenpolitisch zu vertreten und war damit de facto Staatsoberhaupt. Danach zog er sich erneut für einige Jahre aus der Politik zurück. 
Am 31. August 1825 ernannte Juan Gregorio de Las Heras, zu diesem Zeitpunkt amtierender Gouverneur von Buenos Aires, Sarratea zum Encargado de Negocios de las Provincias Unidas del Río de la Plata cerca de Gran Bretaña (Handelsbevollmächtigten der Vereinigten Provinzen des Río de la Plata) in Großbritannien.
Im Jahr 1826 wurde Sarratea von Bernardino Rivadavia, dem ersten Präsidenten Argentiniens, erneut als Repräsentant nach London geschickt, unter dem späteren Gouverneur von Buenos Aires, Juan Manuel de Rosas, war er Botschafter in Brasilien und Frankreich.